# Monastesia pertenuis
Monastesia pertenuis is een mosdiertjessoort uit de familie van de Walkeriidae. De wetenschappelijke naam van de soort is voor het eerst geldig gepubliceerd in 1888 door Jullien.